# 消防記念日
消防記念日（しょうぼうきねんび）とは、日本の消防に関する理解と認識を深めるために制定された記念日。

## 制定
1950年（昭和25年）2月9日に国家消防庁（現・総務省消防庁）により毎年3月7日と定められた。これは、消防組織法が施行された1948年（昭和23年）3月7日にちなんだものである。

## イベント
消防記念日には消防庁において式典が開催されるとともに、消防活動に貢献のあった者に対して感謝状の贈呈等が行われている。